# Anthophora kaufmanni
Anthophora kaufmanni är en biart som beskrevs av Fedtschenko 1875. Anthophora kaufmanni ingår i släktet pälsbin, och familjen långtungebin. Inga underarter finns listade i Catalogue of Life.